# 2527 Gregory
A 2527 Gregory (ideiglenes jelöléssel 1981 RE) a Naprendszer kisbolygóövében található aszteroida. Norman G. Thomas fedezte fel 1981. szeptember 3-án.